# Prytaneion

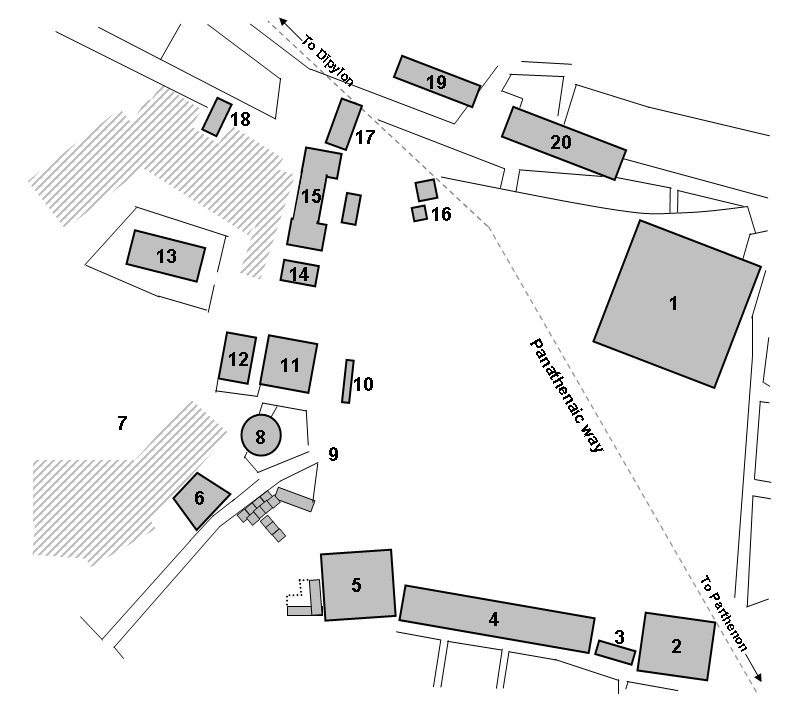
Athénská Agora v 5. stol. př. n. l. (8 – prytaneion, Tholos; 11, 12 – budovy sněmu, búleutérion)

Prytaneion nebo prytaneum bylo sídlo prytanů, což byla obdoba vlády (exekutiva) v demokratických řeckých obcích. Prytaneion stálo na hlavním náměstí (agora, forum) a byla to zároveň posvátná budova obce, kde se – podobně jako ve starověké domácnosti – neustále udržoval oheň bohyně Hestie, římské Vesty.

## V Athénách
Když Kleisthenés roku 508 př. n. l. reformoval athénský sněm (búlé, ekklésia), nahradil původní čtyři kmeny (fylai) novými deseti a z každého z nich se do sněmu každý rok volilo 50 členů. Funkci prytanů zastávalo vždy pět z nich, a to po desetinu roku, takže se v průběhu roku vystřídali všichni. V každé době tedy bylo právě 50 prytanů, kteří sídlili v prytaneu a nejméně třetina jich musela být neustále přítomna, proto v prytaneu i spali a dostávali stravu. Spolu s nimi se tam mohli stravovat i „čestní občané“, olympijští vítězové a podobně. Z právě sloužících prytanů se denně losoval předseda (epistatés), který měl obecní pečeť a klíč k pokladnici; tuto funkci nesměl nikdo zastávat dvakrát. Prytanové přijímali cizí vyslance a vedli běžné záležitosti obce, formálně svolávali sněm a epistatés mu předsedal.
Sídlem prytanů v Athénách byla kruhová budova, Tholos, na agoře vedle budovy sněmu (Búletérion), postavená roku 470 př. n. l. na místě starší budovy, zničené Peršany, která patrně sloužila témuž účelu.
Sókratés ve své obhajobě před sněmem nakonec Athéňanům navrhl, aby mu místo odsouzení dali doživotní právo stravovat se v prytaneu jako uznání jeho zásluh o obec.

## V jiných městech

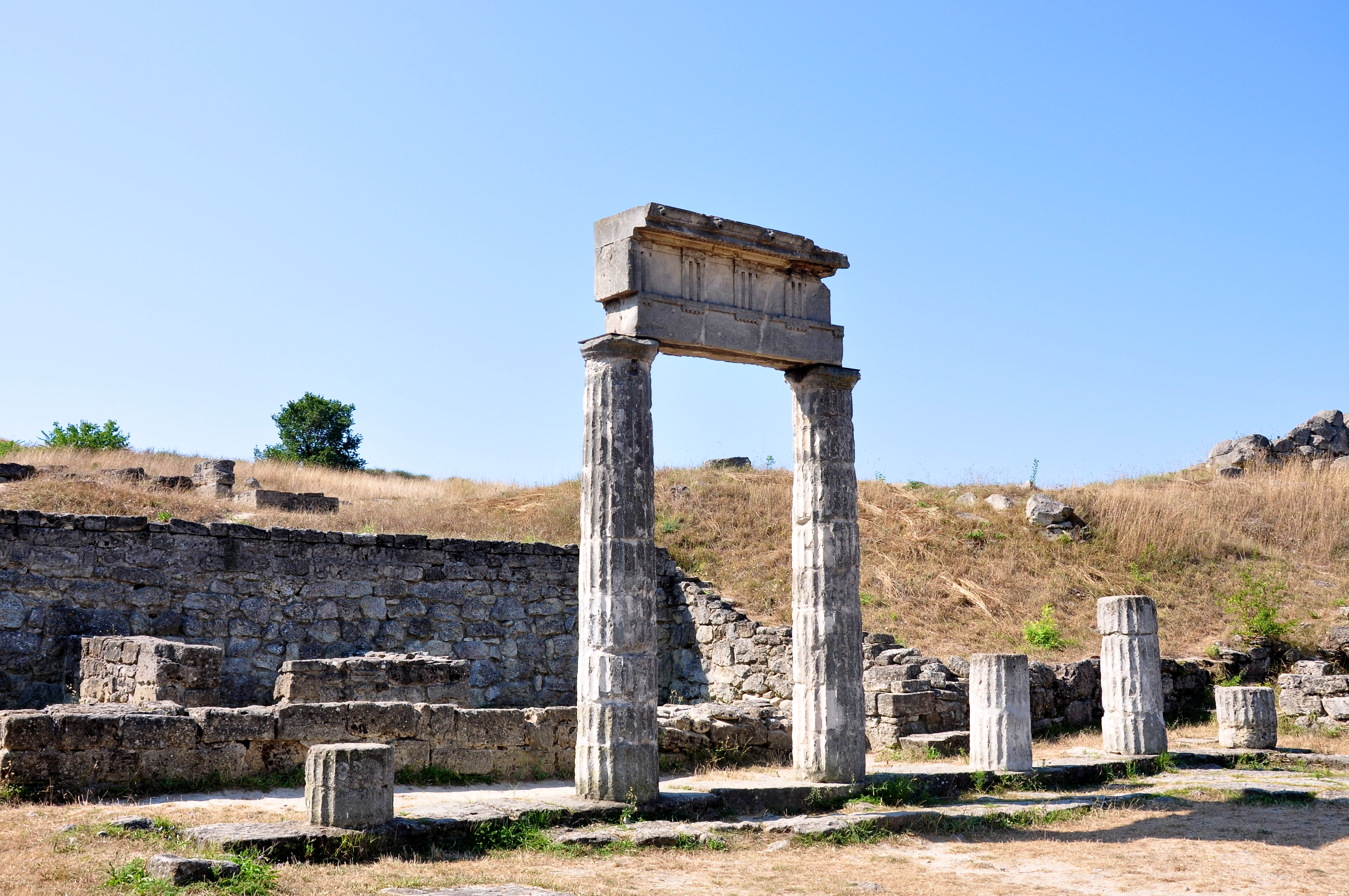
Prytaneion of Panticapaeum, II b.c. (Kerch, Ukraine)

Prytaneia stála i v dalších řeckých městech. Poněkud odlišnou funkci mělo prytaneion v Olympii: žili zde chrámoví kněží a úředníci a konaly se zde oslavy pro vítěze her. I olympijské prytaneion ale mělo ohniště bohyně Hestie.